# Môlay
Môlay je francouzská obec v departementu Yonne, v regionu Burgundsko-Franche-Comté. V roce 2008 zde žilo 116 obyvatel. Leží u řeky Serein.